# Formations défensives en football américain
Il n'y a pas de règle concernant les formations des joueurs défensifs ou leurs mouvements avant le snap car l'attaque pourrait alors s'adapter et rentabiliser trop facilement l'action de jeu. Par conséquent, le déploiement et la tactique des joueurs défensifs ne sont limités que par la ligne d'engagement et l'imagination des entraîneurs défensifs.
La présente page décrit les formations défensives les plus populaires de l'histoire du football américain.

## La «4-3»
Composition de la défense 4-3 :
- 4 hommes de ligne soit 2 ends (DE) et 2 tackles (DT appelés nose tackles) ;
- 3 linebackers (LB ou WLB, MLB et ILB) ;
- 4 defensive backs soit 2 safeties (SS et FS) et 2 cornerbacks (CB).

Cette formation est efficiente contre la course et la passe si l'attaque se compose de groupes de deux receveurs.
Dans sa formation originale, les tackles seront face aux gardes offensifs et les ends seront face aux épaules extérieures des tackles offensifs
Lors des actions de passe, le Mike (middle linebacker ou MLB) est souvent responsable de la couverture des running backs, le Sam (strong-side linebacker ou ILB) couvrira le tight end et le Will (weak-side linebacker ou WLB) couvrira un autre arrière offensif ou effectuera un blitz pour tenter de réaliser un sack (plaquage du quarterback).
Bien qu'elle ait été utilisée pour la première fois comme défense de base par les Giants de New York lors de la saison 1956 de la NFL, de nombreuses équipes l'avaient expérimentée dans les années 1950 ce qui explique que sa création peut être attribuée à de nombreuses personnes.
Il existe plusieurs variantes de la défense « 4–3 », telles que

Positionnement des défenseurs en formation 4-3 de base face à l'attaque.

- la 4-3 under defense ;
- la 4-3 over défense ;
- la 4-3 umbrella ;
- la 4-3 swim defense ;Positionnement des défenseurs en formation 4-3 de base face à l'attaque.

La 4-3 de base.

- la Tampa 2 (en) ;
- la 4-3 slide defense (en).

## La «6-1»
La formation originale « 6-1 » a été inventée par l'entraîneur principal Steve Owen des Giants de New York en 1950 pour contrer l'attaque à la passe impressionnante des Browns de Cleveland dirigés par Paul Brown. Elle a été surnommée « Umbrella defense » (défense parapluie) en référence au placement sur le terrain des 4 défensives backs (qui ressemblait à la coupe d'un parapluie déployé). Cette formation avait aussi la particularité de permettre aux defensive ends de reculer sur le terrain pour défendre contre la passe. Selon Owen, cette tactique permettait de convertir une défense « 6-1-4 » en une défense « 4-1-6 ». Si l'attaque ne se déclenchait pas de suite, les defensive ends pouvaient effectuer du pass rushing. En utilisant cette nouvelle défense, les Giants ont battu les Browns au cours de la saison régulière 1950 de la NFL.
Cette formation a été utilisée dans les années 1950 par Owen mais n'est jamais devenue une défense de base importante en football américain. Elle a été remplacée par la défense « 4–3 » plus polyvalente.

## La «3-4»
La formation « 3-4 » (en) comprend :
- 3 hommes de ligne (linemen) soit un nose tackle et deux defensive ends ;
- 4 linebackers

La défense « 3-4 » de base.

- 4 defensives backs (2 safeties et 2 cornerbacks)

Moins puissante pour stopper les courses, c'est par contre une solution plus adaptée aux passes courtes. Elle nécessite cependant des joueurs plus mobiles.
L'avantage est que même si 4 joueurs défensifs se précipitent toujours sur la ligne offensive, le quarterback est moins certain de savoir quel linebacker rejoindra les 3 joueurs de ligne défensifs. Cette formation sacrifie un homme de ligne puissant contre un linebacker rapide.
Le seul défensive tackle de cette formation se place face au ballon et de ce fait est appelé « nose tackle » ou « nose guard ». Il doit être très puissant car il dit compenser, au départ de l'action, la perte d'un homme de ligne (défense 4-3). Les 3 hommes de ligne défensifs se trouvent directement en face de la ligne offensive tandis que les linebackers se précipiteront dans les intervalles (gaps).
Ce schéma pris devient populaire dans les années 2000 en NFL remplaçant petit à petit la défense 4-3.
Il existe une variation dénommée la « 3-4 under defense ».

## La «2-5»
Il s'agit d'une variation de la formation « 3–4 » et est également dénommée la « 3–4 eagle ».
Le nose guard est remplacé par un linebacker supplémentaire lequel occupe la même position mais peu parfois être placé un peu plus en retrait de la ligne.
Cette formation donne plus de flexibilité aux défenses pour les couvertures homme contre homme et lors des blitzs.
Elle a été créée par Fritz Shurmur (en), coordinateur défensif des Rams de Los Angeles et a été développée par Buddy Ryan pour devenir la « 46 defense ». Shurmur avait inventé cette formation afin de profiter des qualités de pass rusher de Kevin Greene, un linebacker ayant une carrure de defensive end. La dénomination « eagle » fait référence à Greasy Neale, entraineur des Eagles de Philadelphie en fin des années 1940 et début des années 1950. La défense originale des Eagles était une « 5–2 » (5 defensive linemen et 2 linebackers). Dans le système de Neale, le nose guard pouvait reculer dans le terrain pour couvrir une passe éventuelle, ce qui a poussé Shurmur à utiliser le terme « Eagle » pour sa défense « 2-5 ».

## La «4-4»
La formation « 4–4 (en) » se compose de :
- 4 hommes de ligne ;
- 4 linebackers ;

La défense 4-4.

- 3 defensives backs (1 safety et 2 cornerbacks).

Elle comporte donc un effectif de 8 hommes pour stopper la course mais sacrifie la couverture profonde contre la passe principalement si les receveurs adverses sont meilleurs que les cornerbacks. Cette formation est très populaire auprès des lycées (high school) et des petites universités. Si l'attaque est forte dans le jeu de passe, les deux linebackers extérieurs sont généralement appelés pour défendre plus en retrait jouant parfois le rôle d'un safety ou d'un cornerback.

## La «5-3»
La défense « 5-3 » (en) se compose de :
- 5 hommes de ligne ;
- 3 linebackers ;

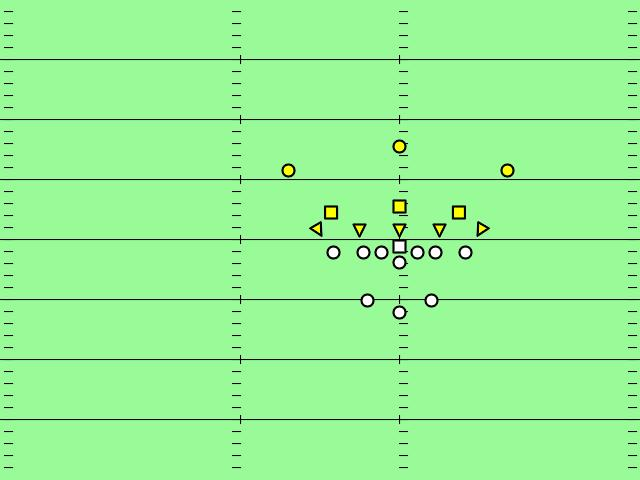
La défense « 5-2 » contre l'attaque « T ».

- 3 defensive backs (1 safety et 2 cornerbacks);

Elle apparait au début des années 1930 pour contrer les jeux de passe devenant de plus en plus performants à l'époque et en particulier l'attaque en formation « T »,. Son utilisation augmente dans les années 1940 car elle est considérée bien meilleur défense contre l'attaque « T » que la défense en formation « 6-2 ». Vers 1950, la ligne défensive standard en NFL comportait 5 joueurs et les formations utilisées étaient soit la « 5-3 » ou la « 5-2 eagle ». Jusqu'au début des années 1950, les Browns de Cleveland utilisaient la « 5-3 » comme leur défense de base,.

## La «6-2»
La défense « 6-2 » (en) est composée de :

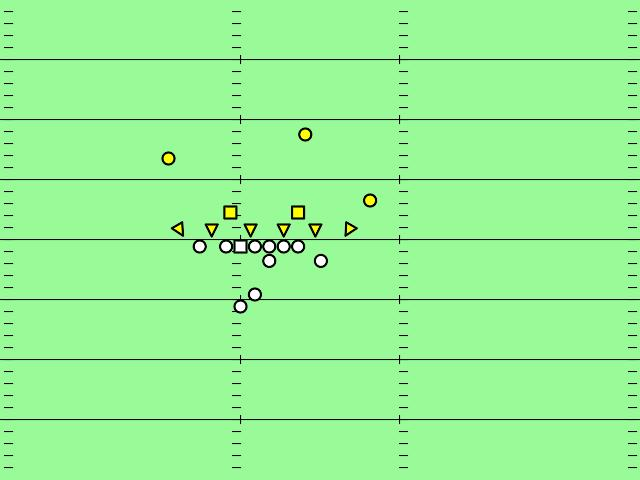
La 62 contre l'attaque « Single wing ».

- 6 hommes de ligne (trianges jaunes) ;
- 2 linebackers (carrés jaunes) ;
- 3 defensive backs soit 1 safety et 2 cornerbacks (ronds jaunes).

Cette formation a été la première défense utilisée à tous les niveaux du football américain lorsque, dans les années 1930, la formation « single wing » était largement utilisée par l'attaque. Elle combinait une défense suffisante contre la passe et contre les jeux de courses puissants de l'époque,,,. Avec l'apparition et la popularité croissante de l'attaque « T » dans les années 1940, la défense « 6-2 » sera remplacée en NFL par les défenses « 5-3 » et « 5-2 ». Au niveau universitaire, cette défense « 6-2 » a continué à être utilisée pendant encore une bonne période parce que les jeux de courses y étaient plus nombreux qu'en NFL.
Les formations avec six hommes de ligne utilisées dans l'époque moderne sont :
- la « tight six » soit deux linebackers placés face aux 2 offensive ends et quatre hommes de ligne entre ces linebackers ;
- la « wide tackle 6 » soit deux linebackers placés face aux 2 offensive tackles, deux hommes de ligne entre ces linebackers et 2 à l'extérieur des linebackers ;
- la « split 6 » soit deux linebackers placés face aux espaces (gap) du garde et les quatre hommes de lignes répartis de chaque côte de ces linebackers[11],[12].

## La «46» ouforty-six

La formation défensive « Forty-six ».

La défense « 46 » (en) a été créée par Buddy Ryan, coordinateur défensif des Bears de Chicago au cours des années 1980.
Au lieu d'aligner 4 hommes de ligne et 6 linebackers comme son nom pourrait le suggérer, il s'agit en fait f'une défense 4-4 utilisant des hommes en formation 4-3.
La 4-4 est obtenue en déplaçant un safety dans la boite à la place d'un 4e linenacker. Le nom « 46 » ne fait référence à aucune position occupée par les joueurs de ligne / linebackers, puisque le 46 faisait référence au numéro de maillot de Doug Plank, un safety solide et percutant que Buddy Ryan avait utilisé pour la première fois dans ce rôle à les Bears. L'autre caractéristique de la formation 46 était le placement des deux linebackers "extérieurs" lesquels se retrouvent du même côté de la formation, la ligne défensive étant décalée dans le sens opposé avec le défensive end faible (weak) situé à environ 1 à 2 mètres à l'extérieur du tacle offensif faible (weak). Cette défense était l'équivalent philosophique de l'attaque dite « Notre Dame Box » conçue par Knute Rockne dans les années 1930, en ce qu'elle utilisait un groupe déséquilibré et un mouvement complexe avant le snap pour semer la confusion dans l'attaque adverse. Chicago a utilisé cette défense en 1985 obtenant un bilan de 15 victoires pour 1 défite se concluant par une victoire 46-10 contre les Patriots de la Nouvelle-Angleterre au Super Bowl XX.

## La «5-2»
La formation « 5-2 » (en) est composée de :
- 5 hommes de ligne ;
- 2 linebackers ;

Si les defensive ends reculent dans le jeu pour effectuer une couverture contre la passe, la formation « 5-2 » devient équivalente à la formation « 3–4 ».

- 4 defensive backs (2 cornerbacks, 2 safeties).

Elle a été historiquement la première défense majeure à utiliser 4 defensive backs, sa vocation étant de contrer les attaques à la passe très populaires à l'époque.
La formation « Oklahoma 5-2 » en est une évolution, celle-ci devenant au niveau professionnel la défense « 3-4 », les defensive ends de la « 5-2 » étant remplacés au fil du temps par les linebackers extérieurs (outside linebackers). Les différences entre l'« Oklahoma 5-2 » et la « défense 3-4 » sont en grande partie sémantiques.

## LaSeven-man line
La formation « Seven-man line (en) utilise 7 hommes de ligne placés sur la ligne d'engagement.
Les formations les plus utilisées de ce type étaient les :
- la défense « 7-2-2 » (en) ou seven-box defense ;
- la défense « 7-1-2-1 » (en) ou seven-diamond defense.

Elles étaient utilisée fréquemment avant que l'attaque à la passe ne devienne plus prédominante. Elle est encore utilisée comme formation défensive à proximité de la ligne d'en-but.

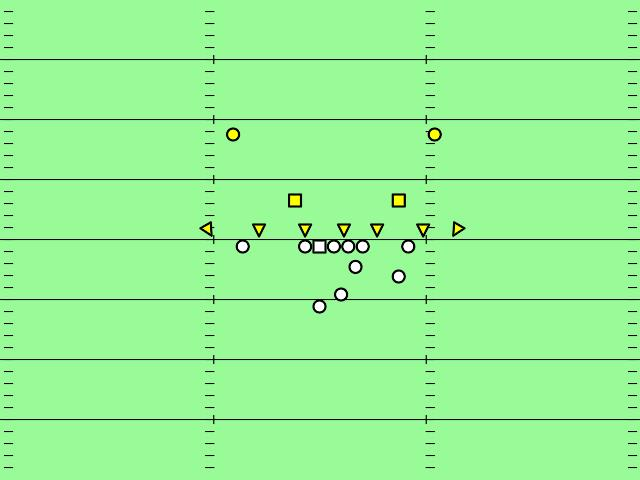
Formation « 7-2-2 » utilisée en 1936 à l'occasion du match universitaire entre Alabama et Mississippi State, 1936.

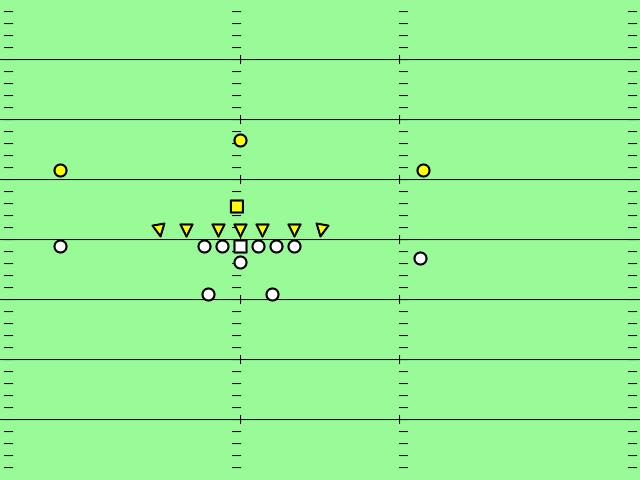
La « 7-1-2-1 » en forme de diamant.

|  |  |  |

## LaNickel formation

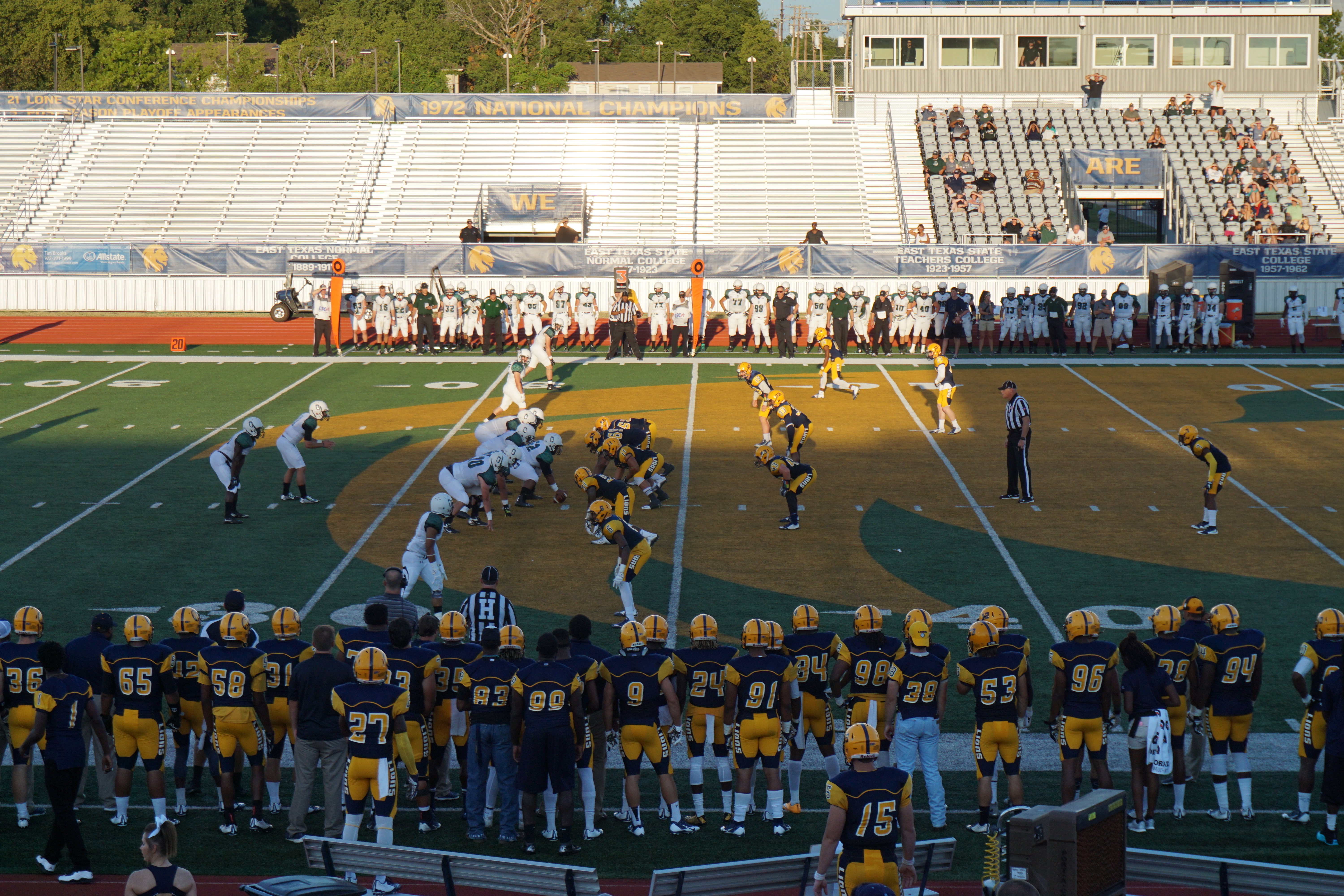
Les en formation défensive « nickel » contre les en 2015.

La formation initiale de la défense Nickel (en) était composée de 5 défensive backs, 4 hommes de ligne et 2 linebackers, depuis l'ère moderne, on considère qu'une défense est de type Nickel si elle utilise 5 defensive backs. Le terme Nickel se réfère à la pièce de 5 cents ainsi dénommée.
C'est l'entraîneur défensif des Eagles de Philadelphie, Jerry Williams, qui, en 1960, inventa la « Nickel » afin de défendre contre Mike Ditka, le tight end star des Bears de Chicago. Ce schéma défensif est souvent utilisé lorsque l'attaque utilise un wide receiver supplémentaire lequel est alors contré par un cornerback supplémentaire. Ce dernier est souvent dénommé « Nickelback ». Certaines variantes remplacent ce cornerback supplémentaire par un « strong safety » souvent plus costauds que les safeties habituels ceux-ci ayant plus la morphologie d'un linebacker,,,. Un Nickelback associé à un strong safety est souvent plus efficaces contre la course que lorsqu'il l'est avec un autre cornerback.

### La variante «Nickel 4–2–5»

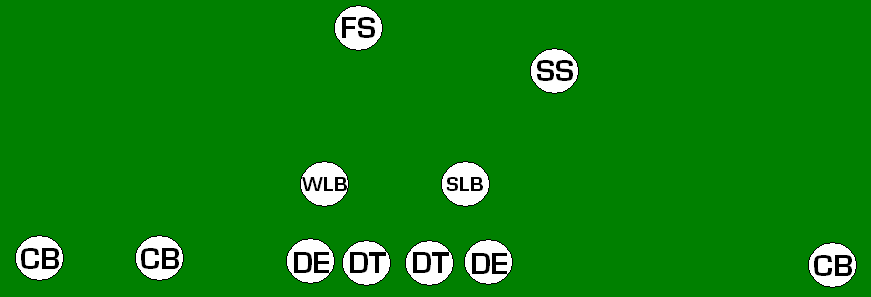
La « 4-2-5 ».

Plusieurs compositions peuvent être utilisées pour la formation « Nickel 4-2-5 »,, :
- L'une consiste à supprimer un linebacker de la formation 4–3 pour le remplacer par un defensive back supplémentaire ;
- La seconde consiste à convertir les defensive ends de la ligne composée de 6 hommes par un safety (les DEs d'une ligne de 6 hommes ont déjà pour rôle de défendre contre la passe).

Il existe la variante « 2–4–5 », qui est principalement utilisé par les équipes utilisant la défense 3–4 comme défense de base. Ils remplacent alors un tacle défensif par un cornerback.

### La variante «Nickel 3–3–5»

La « Nickel 3–3–5 » remplace un homme de ligne par un Nickelback.

### La variante «Nickel 33stack»

La « 33 stack » de base.

La « Nickel 33 stack » utilise un strong safety supplémentaire et colle les linebackers et les safeties directeme,nt derrière les hommes de ligne défensifs.

### La variante «Nickel 3–5–3»

La « 3-5-3 » de base.

La défense « Nickel 3–5–3 » se compose de :
- 3 hommes de ligne - 1er niveau ;
- 3 linebackers et 2 cornerbacks - 2e niveau ;
- 1 free safety (FS) et 2 strong safeties (SS) - 3e niveau.

La formation est similaire à la « Nickel 33 stack » mais avec des joueurs plus éloignés. Elle est également appelée « défense umbrella » ou « défense 3-deep ». Dans cette configuration, le 3e safety (celui le plus en arrière par rapport à la ligne) est appelé « weak safety » (WS).

## La «Dime»

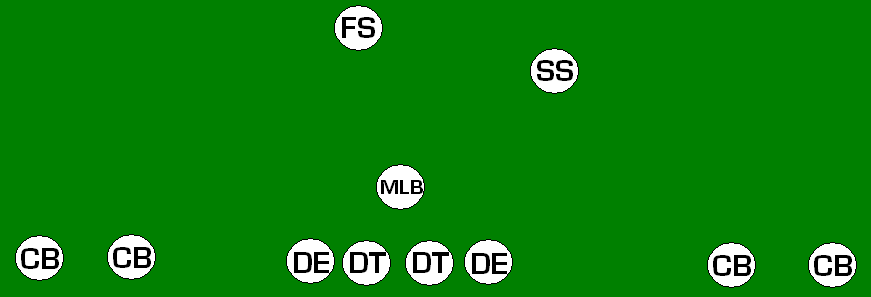
Une « Dime » ou « 4-1-6 ».

La formation « Dime (en) » se réfère à toutes les défenses possédant 6 hommes de ligne.
L'escouade des 6 cornerbacks est appelée la « Dimeback.
C'est une formation contre la passe et elle est souvent utilisée lorsque l'attaque se compose de 4 wide receivers.

## La «Preventdefense»
La « Prevent defense (en) » est le nom donné aux défenses composées de :
- 7 defensive backs, 1 linebacker et 3 hommes de ligne - appelée « quarter defense » ;
- 8 defensive backs et 3 hommes de ligne - appelée « half-dollar defense ».

Le 7e defensive back est souvent un safety supplémentaire.
Cette tactique préventive est utilisée contre des attaques à la passe désespérées et vise à empêcher l'attaque de réussir une longue passe ou de marquer un touchdown en une seule action comme lors d'une passe « Hail Mary ». Elle est utilisée par une défense qui gagne par plus d'un touchdown d'écart à la fin du 4e quart temps ou lors de situations spécifiques comme lorsque l'attaque doit convertir un 3e down tellement long qu'elle ne peut le réussir que par la passe.
Les cornerbacks et les safeties se contentent généralement de défendre la ligne d'en-but aux dépens des receveurs du milieu du terrain.
Les formations « quarter defense » sont exécutées à partir d'un 3–1–7 ou d'un 4–0–7 dans la plupart des cas ; les Patriots de la Nouvelle-Angleterre ont même utilisé un 0–4–7 dans certains cas sans aucun joueur de ligne.
Les défenses « half-dollar defense » sont presque toujours exécutées à partir d'une formation 3–0–8. Le huitième defensive back dans ce cas est généralement un wide receiver pouvant éventuellement capitaliser grâce à une interception puisque l'attaque effectue un jeu de passe à haut risque.
Les formations avec de nombreux defensive backs positionnés loin de la ligne d'engagement sont sensibles aux jeux de course et aux passes courtes. Cependant, étant donné que la défense n'est généralement utilisée que dans les dernières secondes d'un match lorsqu'elle n'a qu'à empêcher l'attaque de marquer un touchdown, abandonner quelques yards en milieu du terrain reste généralement sans conséquence.

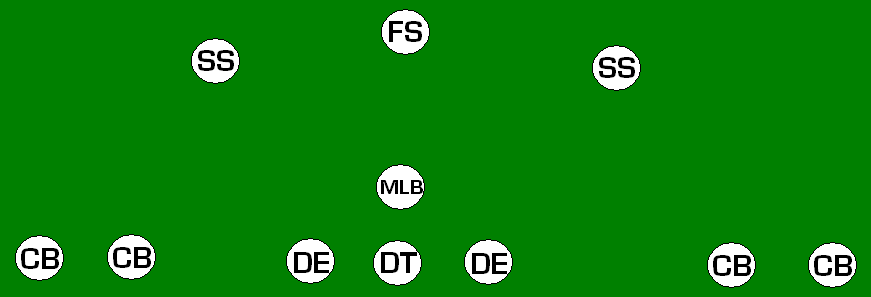
La formation « 3-deep quarter » ou « 3–1–7 »

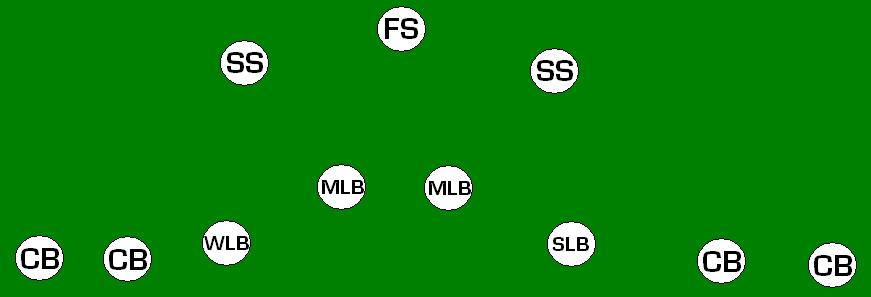
La formation « 0-4-7 quarter ».